# Encyclia guentheriana
Encyclia guentheriana là một loài thực vật có hoa trong họ Lan. Loài này được R. Vásquez mô tả khoa học đầu tiên năm 2004.